# Louise Mey
Pour les articles homonymes, voir Mey (homonymie).
Louise Mey, née en 1982, est une écrivaine féministe française, autrice de romans noirs, de romans policiers et de littérature pour la jeunesse.

## Biographie
Louise Mey naît le 17 juin 1982, dans une famille où la lecture avait une place importante. « Ses parents l'ont beaucoup accompagnée et encouragée dans son engouement pour la lecture et l'écriture, deux activités inextricables l'une de l'autre chez cette auteure ».
Elle indique avoir écrit de nombreux journaux intimes durant sa jeunesse, puis, adulte, avoir tout d'abord présenté en vain des projets de littérature jeunesse à des éditeurs.
« Parmi son panthéon littéraire, on y croise Agatha Christie (dont le polar préféré auteurs confondus est Les Dix Petits Nègres), Louisa May Alcott, la Comtesse de Ségur ou encore Dennis Lehane ».
Son premier ouvrage est publié l'année de ses 34 ans, Les Ravagé(e)s, un polar,  publié en 2016. 
Depuis, elle a publié plusieurs ouvrages, dont des polars, des romans pour adolescents, et divers ouvrages jeunesse. En 2025, cinq de ses romans sont réédités en version poche, et plusieurs de ses ouvrages ont été sélectionnés pour des prix littéraires. Elle obtient en 2023 pour Petite Sale  le Prix Landerneau Polar, et le Prix Michel-Lebrun.
Louise Mey met en scène dans ses romans policiers les violences sociales,,, et violences faites aux femmes,,,,. Selon  France Culture en 2023, son « œuvre est polymorphe et militante [...]. Connue pour ses romans noirs féministes, Louise Mey s’emploie à retourner les codes du genre contre lui-même. [...]  Elle décortique les mécanismes des violences de genre et de classe par trop ordinaires »
« À ses yeux, être une romancière féministe, c’est « déplacer la victime » : celle qui subit la tyrannie parvient à la refuser et la contrer ». Elle explique à Télérama en 2025 : « je traite souvent des dynamiques de pouvoir et des violences sexistes et sexuelles. Ma motivation première a été de faire des histoires où les victimes avaient une agentivité (la capacité à être acteur de son existence, la puissance d’agir), car, dans le polar, il y a beaucoup d’histoires où les corps féminins sont vraiment soumis à énormément de violence pour servir l’avancement de l’intrigue ou un héros masculin. » Et elle souligne la différence selon le public visé : « Je peux aller vers des constats plus sombres quand j’écris pour les adultes. C’est très important de mettre une note de lumière dans un roman pour adolescents. »

## Œuvre littéraire

### Ses trois premiers polars
Les Ravagé(e)s, en 2016, et Les Hordes invisibles en 2018, suivent Alex et Marco. Tous les deux travaillent dans une brigade spécialisée dans les crimes et délits sexuels dans le Nord de Paris. Dans Les Ravagé(e)s, ils enquêtent sur une vague de viols qui interroge les statistiques et les dynamiques de genre habituelles. Dans Les Hordes invisibles, Louise Mey traite du problème du harcèlement en ligne dont sont victimes trois femmes.
Son polar Embruns sort en 2017, dans lequel « elle y raconte le week-end en famille sur une île bretonne de Béa et Chris Moreau, et de leurs deux grands enfants, Bastien et Marion, qui vire au cauchemar lorsque cette dernière disparaît ».

### Chattologie
Louise Mey écrit un texte sur les règles et leur « tabou, »  en 2016, et demande à l'autrice et humoriste Klaire fait Grr de le jouer sur scène. Ce spectacle,  Chattologie,, devient en 2017 un seule-en-scène interprété par Klaire fait Grr : il est joué à partir de septembre 2017 à la Comédie des 3 bornes à Paris, puis au Café de la Gare. Il reprend en 2020, au théâtre des 3 Bornes, avec une nouvelle comédienne : Alice Bié, puis pour quelques tournées, dont à Lausanne, jusqu'en 2025. Pour Télérama : « Piquant, engagé et drôlissime, Chattologie est une sorte de conférence « intello-dingue », qui prend à bras-le-corps le tabou des règles et les nombreuses fausses croyances autour du sexe féminin. Un spectacle accessible, sans concession, bourré d’autodérision et intelligent. Après avoir entendu fustiger la domination masculine durant une heure, on en sort revigoré ».
À la suite de ce spectacle, en 2021, Louise Mey et Klaire fait Grr publient l'ouvrage Chattologie : un essai menstruel avec des dessins dedans. Selon Giulia Foïs sur France Inter : « On y croise l'histoire, la biologie, la philosophie pour vous parler aussi bien de cycle reproductif que de tampons toxiques, de droit à disposer de son corps que de Pline l'Ancien, tordant le cou à une flopée d'idées reçues ».

### La Deuxième femme
En 2020, elle publie aux éditions du Masque La Deuxième Femme, un roman noir, « un polar psychologique autour de Sandrine, qui voit resurgir avec effroi la première femme de son compagnon », « disparue depuis des années ». Le roman parle d'emprise et évoque les cas de féminicides,. Il « décrit l’engrenage de l’emprise et de la violence. Étape par étape, avec précision [...] En parallèle, le roman montre la difficulté pour la victime de réagir ». Pour Télérama « Écrit à la troisième personne du singulier, le roman colle pourtant à son personnage, charriant le tumulte de ses pensées, de ses souvenirs, de ses souffrances ». 
Le livre est sélectionné pour plusieurs prix, dont le Prix Landerneau Polar et le Grand prix de littérature policière. Il se vend à 20 000 exemplaires.

### La Sans-visageetCeci est mon corps
Elle écrit également des romans à destination des adolescents, tels La Sans-Visage en 2020, histoire de la disparition d'une adolescente lors d'un séjour en colonie de vacances.
Elle participe en 2020 également à l'ouvrage Ceci est mon corps, recueil de textes pour adolescentes et adolescents, écrit par « six écrivaines réunies par la revue engagée et féministe Causette, pour six histoires en forme de fiction ou de témoignages intimes autour du corps féminin ». Son texte s'intitule Nichons, ni soumis·e·s et parle des seins à l'adolescence, en tant que marqueur associé au féminin, et du regard que fait peser la société sur les adolescentes.

### L'Orage qui vient
En 2022 est publié son roman pour adolescents L'Orage qui vient, dont la frontière avec la littérature générale est ténue : il est en effet réédité en version poche chez Pocket en 2025. Dans ce roman, « en lisière de science-fiction », la narratrice adolescente Mila, est une « héroïne intransigeante [qui] concentre toute la colère des victimes passées, présentes et futures des violences masculines, colère transcendée ici par le passage du côté du fantastique. Un thriller d'anticipation féministe » selon La Revue des livres pour enfants. Pour Libération, ce roman L'Orage qui vient, est « lycanthrope et féministe », et « la grande force de cette fable douce-amère est l’écriture, limpide, qui diffuse très précisément les ambiances, les états d’esprit, les émotions ».

### Ouvrages de jeunesse
Elle publie aussi des histoires pour la jeunesse, avec, en 2019, Le Jour du vélo rouge illustré par Thorn, et la bande dessinée, Kara, premier trimestre, dessinée par Isabelle Maroger, qui évoque la classe de 4e et la trajectoire de Kara, le personnage principal, qui tente de s'adapter à son nouveau collège.
En 2020, Sam et le Martotal, album jeunesse illustré par Libon, s'attaque à la « tradition » des différences d'éducation entre garçons et filles : « La Tradition se transmet dès le berceau. Quand ils naissent, les enfants de la tribu de Sam reçoivent deux choses : un Nom et un Objet. Pour les garçons, une « plarmure », pour pouvoir faire la grosse grosse bagarre, pour les filles, un « martotal », sorte de balais-marteau-crochet, un tout-en-un qui leur permet d'accomplir diverses tâches ménagères. Pratique ». Pour l'avis critique de Libération, l'ouvrage « démonte par l'absurde les stéréotypes de genre ».
Elle écrit à partir de 2021 la série jeunesse Mystère et pyjamas-chaussettes, illustrée par Églantine Ceulemans.

### Petite Sale
En janvier 2023, elle sort Petite Sale, un polar qui se déroule dans le Nord de la France, dans les années 1960, dans lequel « Sylvie Demest, 4 ans, disparaît soudainement, aux yeux de tous et surtout de Catherine, la domestique à la garde de qui elle avait été confiée [...] Enquêtent sur ce drame un duo de flics parisiens qui peinent à se frayer un chemin dans l'univers clos et réglé des Demest ». Le roman évoque la violence de classe et la violence de genre,.
« Louise Mey confirme ses talents de conteuse, son attention aux détails, son sens des atmosphères qui peuvent en quelques phrases faire surgir un monde. Comme chez Simenon », selon Télérama. « C'est un monde entre Bernanos et Simenon, tendu, violent et sans pardon que met en scène Louise Mey », selon l'émission Mauvais genres de France Culture. 
L'ouvrage reçoit la même année le Prix Landerneau Polar, et le Prix Michel-Lebrun. En janvier 2025, le roman « s'est vendu à 8 400 exemplaires, avant de dépasser les 17 800 ventes en poche ».
Ce même début d'année 2025, France 2 « annonce le tournage de Monsieur, un téléfilm de 90 minutes tiré du livre », dont le tournage se déroule dans le Nord, à Cassel, avec Jean-Pierre Darroussin, dans le rôle principal.

### 34 m2
Son roman La Femme aux mains qui parlent est publié en 2023, puis 34m2 en 2025, un court roman noir, dans lequel, selon Télérama, « Juliette a réussi à se défaire de son ex-compagnon, toxique et violent. Elle a refait sa vie loin de lui, entourée d’une voisine bienveillante et de son bébé qu’elle dorlote au quotidien. 34 m², c’est d’abord l’espoir, ce nouveau chez-soi qui ouvre une porte vers la liberté retrouvée », jusqu'à l'apparition de la silhouette de son ancien compagnon. Pour Télérama, « Louise Mey raconte par ce huis clos et avec une sensibilité bouleversante la prédation humaine comme l’instinct de survie ».

### Sainte-Marie-des Haines-Infinies
Le harcèlement scolaire et la violence sociale, autour d'une collégienne, sont au centre de son roman pour adolescents Sainte-Marie-des Haines-Infinies, publié en 2025, avec « un projet de vengeance nourri avec une haine méticuleuse, déversée tout au long de ce récit ». Pour Télérama : « Le harcèlement y est bien plus qu’un thème, il nourrit le terreau d’une langue et permet à la littérature de s’installer. La dureté n’est jamais édulcorée, la colère explosive dérange et, au milieu de cette rage, Louise Mey parvient merveilleusement bien à emmener son héroïne vers la vie ». Pour La Bibliothèque des ados de France Inter, « l'écriture est tendue, infusée d'une rage froide, des blocs de texte nerveux, débités sans reprendre son souffle. [...] Pas de compassion ici, il y a chez elle tout l'excès de l'adolescence, sans fard ni modération ».
À l'occasion de la sortie du roman, Télérama rencontre l'autrice en mai 2025 : Raphaële Botte souligne la « rage » du texte, et Louise Mey évoque cette « colère », tout en expliquant : « Ma première version était trop oppressante. [...] J’ai retravaillé mon écriture, mis des virgules, fait des phrases plus courtes, permis des respirations pour que mon propos ne soit pas noyé dans une écriture trop violente. [...] Je peux aller vers des constats plus sombres quand j’écris pour les adultes. C’est très important de mettre une note de lumière dans un roman pour adolescents ».

## Publications

### Littérature générale
- Louise Mey, Les Ravagé(e)s, Paris, Fleuve noir, 2016, 423 p. (ISBN 978-2-265-11607-8) ; rééd. Pocket, 2017
- Louise Mey, Embruns, Paris, Fleuve noir, 2017, 333 p. (ISBN 978-2-265-11648-1)
- Louise Mey, Les Hordes invisibles, Paris, Fleuve noir, 2018, 443 p. (ISBN 978-2-265-11797-6) ; rééd. Pocket, 2020
- Louise Mey, La Deuxième femme[13], Éditions Le Masque, 2020  (ISBN 2702449468) ; rééd. Pocket, 2021
- Louise Mey et Klaire fait Grr, Chattologie : un essai menstruel avec des dessins dedans, la Maison Hachette, 2021 D'après leur spectacle éponyme.
- Petite Sale[9], Éditions du Masque, 2023, 378 p. ; rééd. Points, 2024 Prix Landerneau Polar 2023[4] - Prix Michel-Lebrun 2023[6]
- La Femme aux mains qui parlent, coll. « Nouvelles  lunes », Au diable vauvert, 2024  (ISBN 9791030706543)
- 34m2, Jean-Claude Lattès, 2025

### Littérature ado
- Collectif : Faïza Guène, Louise Mey, Ana Cuxac, Ovidie, Lauren Malka, Alizée Vincent, Ceci est mon corps[29], Éditions Rageot, en partenariat avec Causette  (ISBN 2700275446)
- Louise Mey, La Sans-Visage[28], Éditions L'École des Loisirs, mars 2020, 208 p.  (ISBN 9782211307031) [présentation en ligne]
- Louise Mey, L'Orage qui vient[11],[12], Editions La Ville qui brûle, 2022, 207p.  (ISBN 9782360121533) ; rééd. Pocket, 2025  (ISBN 9782266344074)
- Sainte-Marie-des Haines-Infinies[10], la Ville brûle, 2025  (ISBN 9782360122394)

### Littérature jeunesse
- Louise Mey (ill. Thorn), Le Jour du vélo rouge, Villeurbanne, Lapin Éditions, 2019, 80 p. (ISBN 978-2-37754-029-7)
- Louise Mey (ill. Isabelle Maroger), Kara, premier trimestre - Coquillettes et Crustacés[30], Éditions Monsieur PopCorn, 2019  (ISBN 9791090962460)
- Louise Mey, illustrations de Libon, Sam et le Martotal[31], Éditions La Ville Brûle, 2020, 76 p. [présentation en ligne]  (ISBN 9782360121250)
- Série Mystère & pyjamas-chaussettes, illustrations de Églantine Ceulemans, Nathan

1. L'Inconnu du 5e étage, 2021
2. Les Fantômes s'embrouillent, 2022
3. La Créature du lac, 2022
4. Dans l'ombre de la sorcière, 2023

## Spectacle
- Chattologie[19],[22],[20], texte de Louise Mey, autour des règles et leur « tabou[19],[20] »,  joué par l'autrice et humoriste Klaire fait Grr[21], et mis en scène par Karim Tougui. Le spectacle est joué à partir de septembre 2017[21] à la Comédie des 3 bornes à Paris puis au Café de la Gare. Il reprend ensuite le 7 février 2020, au théâtre des 3 Bornes, avec une nouvelle comédienne : Alice Bié[19], puis est repris régulièrement en tournée, dont à Lausanne, jusqu'en 2025[24].

De ce spectacle, Louise Mey et Klaire fait Grr publient en 2021 l'ouvrage Chattologie : un essai menstruel avec des dessins dedans.

## Prix et distinctions
- Sélection Prix Maison de la Presse 2017[37] pour Embruns
- Finaliste Prix Maison de la Presse 2020[38] pour La Deuxième femme
- Prix Robin Cook 2020[4],[39] pour La Deuxième Femme
- Sélection Grand prix de littérature policière 2020 pour La Deuxième femme[27]
- Sélection Prix Landerneau Polar 2022[4] pour La Deuxième femme
- Sélection Prix A-Fictionados 2021[40] pour La Sans-visage
- Finaliste Prix La Voix des blogs 2022[41], catégorie Junior, remis au Salon du livre et de la presse jeunesse, pour La sans-visage
- Sélection Grand prix de littérature policière 2023 (roman francophone) pour Petite Sale[42]
- Sélection Trophées 813 2024 du meilleur roman francophone pour Petite Sale[43]
- Prix Landerneau 2023 du polar pour Petite Sale[4],[39]
- Prix Michel-Lebrun 2023 pour Petite Sale[6]

### Documentation

#### Articles
- Alexandra Schwartzbrod, « Portrait : Louise Mey. Décrotter l'âme », Libération,‎ 16 janvier 2023 (lire en ligne)
- Christine Ferniot, « Le polar français féministe, ces livres où les femmes ne sont plus les victimes, mais les héroïnes » , sur Télérama, 31 mars 2023

#### Entretiens
- François Angelier et Louise Mey, « L'enfant de la boue : rencontre avec Louise Mey » [podcast], Mauvais genres, sur France Culture, 11 février 2023
- Arnaud Laporte et Louise Mey, « Louise Mey : “C’est l’image que j’ai de la littérature : une porte, à l’intérieur, qui s’ouvre” », 53 minutes [podcast], Affaires culturelles, sur France Culture, 27 avril 2023
- Raphaële Botte et Louise Mey, « Comment la romancière Louise Mey fait entendre la révolte d’une ado harcelée dans un collège privé » , sur Télérama, 28 mai 2025